# 1865
1865. је била проста година.

## Догађаји

### Април
- 2. април — Војска Севера је у трећем покушају заузеле Питерсбург, иако су чланови владе Конфедерација и већина преостале јужњачке војске успели да побегну.
- 3. април — Снаге Уније су заузеле Ричмонд, главни град Конфедеративних Америчких Држава.
- 8. април — Завршен је грађански рат у САД након што се генерал конфедералних снага Роберт Ли предао команданту армије Уније Јулисизу Гранту.
- 14. април — Џон Вилкс Бут је извршио атентат на председника САД, Абрахама Линколна, у Фордовом позоришту у Вашингтону.
- 15. април — Ендру Џонсон је инаугурисан за 17. председника САД, након смрти Абрахама Линколна.
- 27. април — У експлозији пароброда Султана на Мисисипију погинуло је око 1700 од око 2400 њених путника.

### Мај
- 26. мај — Предајом генерала Кирбија Смита у Шривпорту у Луизијани, престао је последњи оружани отпор јужњачке војске у Америчком грађанском рату, месец и по дана пошто је Конфедерација потписала капитулацију.

### Октобар
- 18. октобар — САД су формално преузеле суверенитет над Аљаском, коју су купиле од Русије за 7,2 милиона долара.

### Новембар
- 26. новембар — Објављена је књига Луиса Керола „Алиса у земљи чуда“

### Децембар
- 18. децембар — Амерички државни секретар Вилијам Сјуард је објавио да су три четвртине америчких савезних држава ратификовале Тринаести амандман на Устав САД, чиме је он ступио на снагу.

## Рођења

### Април
- 9. април — Ерих Лудендорф, немачки генерал. ( †1937)

### Јун
- 9. јун — Карл Нилсен, дански композитор. († 1931)
- 13. јун — Вилијам Батлер Јејтс, ирски песник и Нобеловац. († 1939)
- 19. јун — Алфред Хугенберг, немачки политичар. († 1951)

### Август
- 24. август — Фердинанд Румунски, краљ Румуније. 1914-1927. († 1927)

### Септембар
- 23. септембар — Сузана Валадон, француска сликарка. († 1938)

### Октобар
- 4. октобар — Милорад Павловић, српски професор и публициста. († 1957)
- 11. октобар — Јован Цвијић, српски географ. († 1927)
- 17. октобар — Војислав Вељковић, српски политичар. († 1931)

### Новембар
- 2. новембар — Ворен Хардинг, 29. председник САД. († 1923)

### Децембар
- 8. децембар — Јан Сибелијус, фински композитор. († 1957)
- 23. децембар — Албрехт, војвода од Виртемберга, виртембершки војвода и немачки фелдмаршал
- 30. децембар — Радјард Киплинг, енглески књижевник

## Смрти

### Јануар
- 19. јануар — Пјер Жозеф Прудон, француски економиста, анархиста. (*1809)

### Фебруар
- 25. фебруар — Ото Лудвиг, немачки књижевник. (*1813)

### Април
- 5. април — Корнелије Станковић, српски композитор. (*1831)
- 15. април — Абрахам Линколн, 16. председник САД. (*1809)
- 26. април — Џон Вилкс Бут, амерички глумац и атентатор. (*1838)

### Август
- 25. новембар — Хајнрих Барт, немачки истраживач. (*1821)